# Ябасси
Ябасси (фр. Yabassi) — город и коммуна в Прибрежном регионе Камеруна, административный центр департамента Нкам. Исторический и культурный центр народа ябасси, говорящего на одноимённом языке, относящемся к группе банту. В 2005 году население коммуны составляло 12 999 человек, однако большинство из них проживало не в самом городе, а в окрестных деревнях, подчинённых ему административно.

## География
Город расположен в западной части страны, расстояние до столицы региона города Дуала и побережья Гвинейского залива Атлантического океана составляет около 54 километров.

## История
В годы существования Германского Камеруна город Ябасси был важным торговым и административным центром, имевшим стратегическое значения для колониальных властей. В 1914 году недалеко от города прошло крупное сражение между германскими и британскими войсками в рамках Камерунской кампании Первой мировой войны, закончившееся победой британцев, занявших территорию города. 

## Экономика
Местная экономика в значительной мере завязана на сельское хозяйство, которым занимается более 90 % жителей коммуны. Выращиваются маланга, маниок, картофель, ямс и другие овощи и фрукты. 